# Vrijhandel
Vrijhandel is vrij, onbelemmerd verkeer van goederen en diensten tussen verschillende landen. De internationale handel wordt niet belemmerd door allerlei vormen van protectie, zodat landen zich kunnen toeleggen op het maken van de producten waarin zij comparatieve kostenvoordelen hebben.
Dit leidt ertoe dat de productiefactoren waarover de wereld beschikt zo efficiënt mogelijk worden ingezet (zie Comparatief voordeel).
De tegenhanger van vrijhandel is protectionisme, waarbij er sprake is van barrières, die opgeworpen worden door landen in de vorm van importheffingen.
Economen zijn doorgaans voorstander van vrijhandel.